# Arnošt Kreuz
Arnošt Kreuz (né le 9 mai 1912 en Autriche-Hongrie et mort le 9 février 1974) est un footballeur tchécoslovaque qui évoluait au poste d'attaquant.

## Biographie
On sait très peu de choses sur sa carrière de joueur, sauf peut-être qu'il évoluait dans le club tchécoslovaque du SK Pardubice lorsqu'il fut convoqué par l'entraîneur Josef Meissner pour participer à la Coupe du monde 1938 en France, où son équipe parvient jusqu'en quarts de finale.